# Tatiana Samólenko

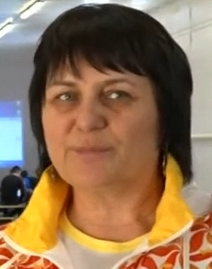
2017

Tatiana Vladímirovna Jamítova, en su primer matrimonio Samólenko, por el segundo matrimonio Dorovskij (15 de diciembre de 1963 en Sekretarka, Oremburgo, Rusia) es una atleta rusa ya retirada especialista en carreras de media distancia y que fue una de las grandes dominadoras en la segunda mitad de los 80 y principios de los 90, representando a la Unión Soviética y luego al Equipo Unificado
Empezó compitiendo como Tatiana Jamítova (transliterado en inglés como Khamitova), su apellido de nacimiento, y después continuó como Samólenko por su primer matrimonio.
Se dio a conocer en 1986 ya con el apellido de casada, Samolenko, en los Campeonatos Nacionales de la URSS en Kiev, cuando el 17 de julio bajó por primera vez de los 4 minutos en los 1500 metros con 3:59,45, récord nacional de su país y la segunda mejor marca del mundo ese año. En los Campeonatos de Europa de Stuttgart que se disputaron semanas después, fue 2ª en los 1500 metros y 5ª en los 3.000 metros.
La mejor competición de su vida fueron los Mundiales de Roma en 1987, donde conquistó dos medallas de oro, primero en los 3.000 metros derrotando a la campeona olímpica Maricica Puica, de Rumanía, y luego en los 1500 metros con un nuevo récord personal de 3:58,56
En los Juegos Olímpicos de Seúl 1988 intentó ser la primera mujer en hacer el doblete en las dos pruebas. En la final de los 3.000 metros disputada el 25 de septiembre ganó la medalla de oro con 8:26,53, récord olímpico y la mejor marca del mundo ese año. En segunda posición quedó la rumana Paula Ivan.
Sin embargo en los 1500 metros cambiaron las tornas, y fue la rumana Paula Ivan quien ganó el oro, además con gran ventaja sobre sus rivales y una marca cercana al récord del mundo. Al final Samolenko hubo de conformarse con la medalla de bronce, batida en al sprint por su compatriota Laima Baikauskaite (plata).
Tras los Juegos de Seúl se retiró de la competición, y permaneció alejada de las pistas dos años, en una especie de semirretiro. En este tiempo se casó por segunda vez y tomó el apellido Dorovskikh de su marido. 
Regresó a la competición en 1991 con la mira ya puesta en los Juegos Olímpicos del año siguiente. Ganó el oro de los 3.000 metros y la plata en los 1500 metros en los mundiales de Tokio 1991. En esta última prueba fue superada por la argelina Hassiba Boulmerka.
Su última competición importante fueron los Juegos Olímpicos de Barcelona 1992. En los 3.000 metros estuvo cerca de revalidar su título olímpico, pero fue batida en la recta final por su compatriota Yelena Románova, a la que había derrotado en los mundiales del año anterior, y tuvo que conformarse con la medalla de plata.
Por su parte, en los 1500 metros se quedó las puestas del podio, en la 4ª posición, pese a hacer su mejor marca personal de siempre con 3:57,92 La prueba fue ganada como en los mundiales del año anterior por la argelina Boulmerka.
Tras estos Juegos se retiró del atletismo.

## Marcas Personales
- 1.500 metros - 3:57,92 (Barcelona, 08-08-1992)
- 3.000 metros - 8:26,53 (Seúl, 25-09-1988)

## Resultados
- Europeos Stuttgart 1986

- 2.ª en 1500 m, 5.ª en 3000 m

- Mundiales Indoor Indianapolis 1986

- 2.ª en 1500 m, 1.ª en 3000 m

- Mundiales Roma 1987

- 1.ª en 1500 m, 1.ª en 3000 m

- Juegos Olímpicos Seúl 1988

- 3.ª en 1500 m, 1.ª en 3000 m

- Mundiales Tokio 1991

- 2.ª en 1500 m, 1.ª en 3000 m

- Europeos Indoor Génova 1992

- 2.ª en 3000 m

- Juegos Olímpicos Barcelona 1992

- 4.ª en 1500 m, 2.ª en 3000 m

- Datos: Q255863